# Bo Broms
Bo Karl Fritiof Broms, född 10 april 1919 i Örebro, död 29 augusti 2012 i Stockholm, var en svensk väg- och vattenbyggnadsingenjör och företagsledare. 
Broms tog civilingenjörsexamen 1942 vid Kungliga Tekniska högskolan, teknologie licentiat 1955 och disputerade 1967. Han var 1969–1978 VD för AB Gustavsberg. Han invaldes 1973 som ledamot av Kungliga Ingenjörsvetenskapsakademien.